# Ruckersville
Ruckersville – jednostka osadnicza w Stanach Zjednoczonych, w stanie Wirginia, w hrabstwie Greene.